# 乙酰乙酰苯胺
乙酰乙酰苯胺是一种有机化合物，化学式为CH3C(O)CH2C(O)NHC6H5，是苯胺的乙酰乙酰胺衍生物，为白色固体，难溶于水。它和许多有关化合物（由各种苯胺衍生物制备）用于生产有机色素，称为芳基黄（arylide yellows）。

## 制备和反应
使用双乙烯酮将苯胺乙酰乙酰化，可以制备乙酰乙酰苯胺。
为了制造染料，乙酰乙酰苯胺与重氮盐偶联，即重氮偶联反应。